# Kertész Klára
Kertész Klára (Tiszakóród, 1909. április 30. – Budapest, 1997. január 21.) keramikusművész.
1938-ban Budapesten Gádor István, későbbi Kossuth-díjas keramikus, a modern magyar iparművész-kerámia megteremtőjének növendéke lett.
1951-től kizárólag a keramikus-művészettel foglalkozott, 1957-ben a Művészeti Alap tagja lett. Műveit kiállították az 1958-as brüsszeli világkiállítás magyar anyagában.
Művészetének jellegzetessége a természetközeliség, az élővilág csodálata, a falusi élet benyomásainak befogadása és ábrázolása. Sok alkotása a gyermekek felé fordul, állatok játékos ábrázolásával.
Életművének, munkásságának java részét a Szabolcs-Szatmár-Bereg megyei múzeumok igazgatóságának adományozta. A gazdag anyagot véglegesen a mátészalkai Szatmári Múzeumban helyezték el. Néhány műve a budapesti Iparművészeti Múzeumban kapott helyet.